# 요구 분석
요구 분석(要求分析)은 사회학에서 재산의 산출의 격차를 측정하여 배열하고 그 격차를 해소하는 방법을 모색하는 과정을 일컫는 용어이다.

## 같이 보기
- 환경 영향 평가
- 요구사항 분석